# Pia Pajunen
Pia Pajunen (* 27. Oktober 1967) ist eine finnische Badmintonspielerin. 

## Karriere
Pia Pajunen gewann nach zwei nationalen Juniorentiteln noch als Nachwuchsspielerin 1985 ihre ersten Meistertitel bei den Erwachsenen in Finnland, wobei sie im Damendoppel und im Dameneinzel erfolgreich war. Weitere Titelgewinne folgten 1986 und 1990 im Dameneinzel und im Mixed.

## Sportliche Erfolge
| Saison | Veranstaltung                                | Disziplin   | Platz | Name                        |
| ------ | -------------------------------------------- | ----------- | ----- | --------------------------- |
| 1984   | Finnland: Einzelmeisterschaften der Junioren | Dameneinzel | 1     | Pia Pajunen                 |
| 1985   | Finnland: Einzelmeisterschaften der Junioren | Dameneinzel | 1     | Pia Pajunen                 |
| 1985   | Finnland: Einzelmeisterschaften              | Dameneinzel | 1     | Pia Pajunen                 |
| 1985   | Finnland: Einzelmeisterschaften              | Damendoppel | 1     | Pia Pajunen / Nina Sundberg |
| 1986   | Finnland: Einzelmeisterschaften der Junioren | Dameneinzel | 1     | Pia Pajunen                 |
| 1986   | Finnland: Einzelmeisterschaften              | Dameneinzel | 1     | Pia Pajunen                 |
| 1990   | Finnland: Einzelmeisterschaften              | Mixed       | 1     | Mika Heinonen / Pia Pajunen |